# Aire urbaine de Pamiers
L'aire urbaine de Pamiers est une aire urbaine française centrée sur la ville de Pamiers.

## Caractéristiques
En 2020, l'Insee définit un nouveau zonage d'étude : les aires d'attraction des villes. L'aire d'attraction de Pamiers remplace désormais son aire urbaine, avec un périmètre différent.
D'après la définition qu'en donne l'Insee, l'aire urbaine de Pamiers est composée de 29 communes, situées dans l'Ariège.
Son pôle urbain est l'unité urbaine de Pamiers (couramment appelée agglomération).

### Composition
L'aire urbaine est composée des 29 communes suivantes (liste établie par ordre alphabétique) :
| Nom                     | Code Insee | Statut           | Superficie (km2) | Population (dernière pop. légale) | Densité (hab./km2) |
| ----------------------- | ---------- | ---------------- | ---------------- | --------------------------------- | ------------------ |
| Artix                   | 09021      |                  | 7,35             | 113 (2022)                        | 15                 |
| Arvigna                 | 09022      |                  | 8,6              | 237 (2022)                        | 28                 |
| La Bastide-de-Lordat    | 09040      |                  | 5,97             | 310 (2022)                        | 52                 |
| Benagues                | 09050      |                  | 3,01             | 502 (2022)                        | 167                |
| Bézac                   | 09056      | commune nouvelle | 10,99            | 476 (2022)                        | 43                 |
| Bonnac                  | 09060      |                  | 9,63             | 789 (2022)                        | 82                 |
| Calzan                  | 09072      |                  | 3,99             | 45 (2022)                         | 11                 |
| Le Carlaret             | 09081      |                  | 9,39             | 286 (2022)                        | 30                 |
| Coussa                  | 09101      |                  | 7,71             | 278 (2022)                        | 36                 |
| Dalou                   | 09104      |                  | 7,66             | 784 (2022)                        | 102                |
| Escosse                 | 09116      |                  | 14,83            | 362 (2022)                        | 24                 |
| Gaudiès                 | 09132      |                  | 10,41            | 235 (2022)                        | 23                 |
| Gudas                   | 09137      |                  | 10,73            | 197 (2022)                        | 18                 |
| Les Issards             | 09145      |                  | 3,81             | 253 (2022)                        | 66                 |
| Ludiès                  | 09175      |                  | 1,87             | 99 (2022)                         | 53                 |
| Madière                 | 09177      |                  | 10,28            | 272 (2022)                        | 26                 |
| Pamiers                 | 09225      |                  | 45,85            | 16 512 (2022)                     | 360                |
| Rieux-de-Pelleport      | 09245      |                  | 8,16             | 1 261 (2022)                      | 155                |
| Saint-Amadou            | 09254      |                  | 4,64             | 272 (2022)                        | 59                 |
| Saint-Amans             | 09255      |                  | 2,64             | 41 (2020)                         | 16                 |
| Saint-Bauzeil           | 09256      |                  | 4,47             | 57 (2022)                         | 13                 |
| Saint-Félix-de-Rieutord | 09258      |                  | 6,77             | 469 (2022)                        | 69                 |
| Saint-Jean-du-Falga     | 09265      |                  | 4,03             | 2 864 (2022)                      | 711                |
| La Tour-du-Crieu        | 09312      |                  | 10,28            | 3 268 (2022)                      | 318                |
| Trémoulet               | 09315      |                  | 3,89             | 105 (2022)                        | 27                 |
| Unzent                  | 09319      |                  | 7,9              | 119 (2022)                        | 15                 |
| Varilhes                | 09324      |                  | 11,76            | 3 491 (2022)                      | 297                |
| Verniolle               | 09332      |                  | 11,26            | 2 381 (2022)                      | 211                |
| Villeneuve-du-Paréage   | 09339      |                  | 11,47            | 752 (2022)                        | 66                 |

## Évolution démographique
L'évolution démographique ci-dessous concerne l'unité urbaine selon le périmètre défini en 2010.
| 1968   | 1975   | 1982   | 1990   | 1999   | 2006   | 2011   | 2016   | 2017   |
| ------ | ------ | ------ | ------ | ------ | ------ | ------ | ------ | ------ |
| 23 764 | 24 854 | 25 124 | 26 591 | 28 376 | 31 595 | 34 107 | 35 566 | 35 583 |